# Universidad de Wisconsin-Madison Arboretum
El Universidad de Wisconsin-Madison Arboretum o Arboreto de la Universidad de Wisconsin-Madison, en inglés: University of Wisconsin–Madison Arboretum, es un jardín botánico y arboreto de 1260 acres (5 km²) de extensión que se encuentra en Madison, Wisconsin. 
Está administrado por la Universidad de Wisconsin-Madison.
Su código de reconocimiento internacional como institución botánica, así como las siglas de su herbario es WIS.

## Localización
University of Wisconsin-Madison Arboretum 1207 Seminole Highway Madison, Dane county, Wisconsin 53711-3726 United States of America-Estados Unidos de América
Planos y vistas satelitales.43°2′29.13″N 89°25′50.35″O / 43.0414250, -89.4306528
Está abierto a diario desde el alba al ocaso. La entrada es gratuita. 

## Historia
El arboreto fue creado a inicios de los años 30 en los campos de tierras de cultivo y pastos, cuando la universidad decidió restablecer el paisaje natural en el sitio. 
De 1935 a 1941 trabajaron en las plantaciones cuadrillas de la Civilian Conservation Corps, siempre como la mayor parte de la mano de obra para llevar a cabo esta tarea. 
Actualmente el arboreto describe su colección de ecosistemas restaurados, no sólo como la más antigua, sino también la más extensa en los Estados Unidos.

## Colecciones

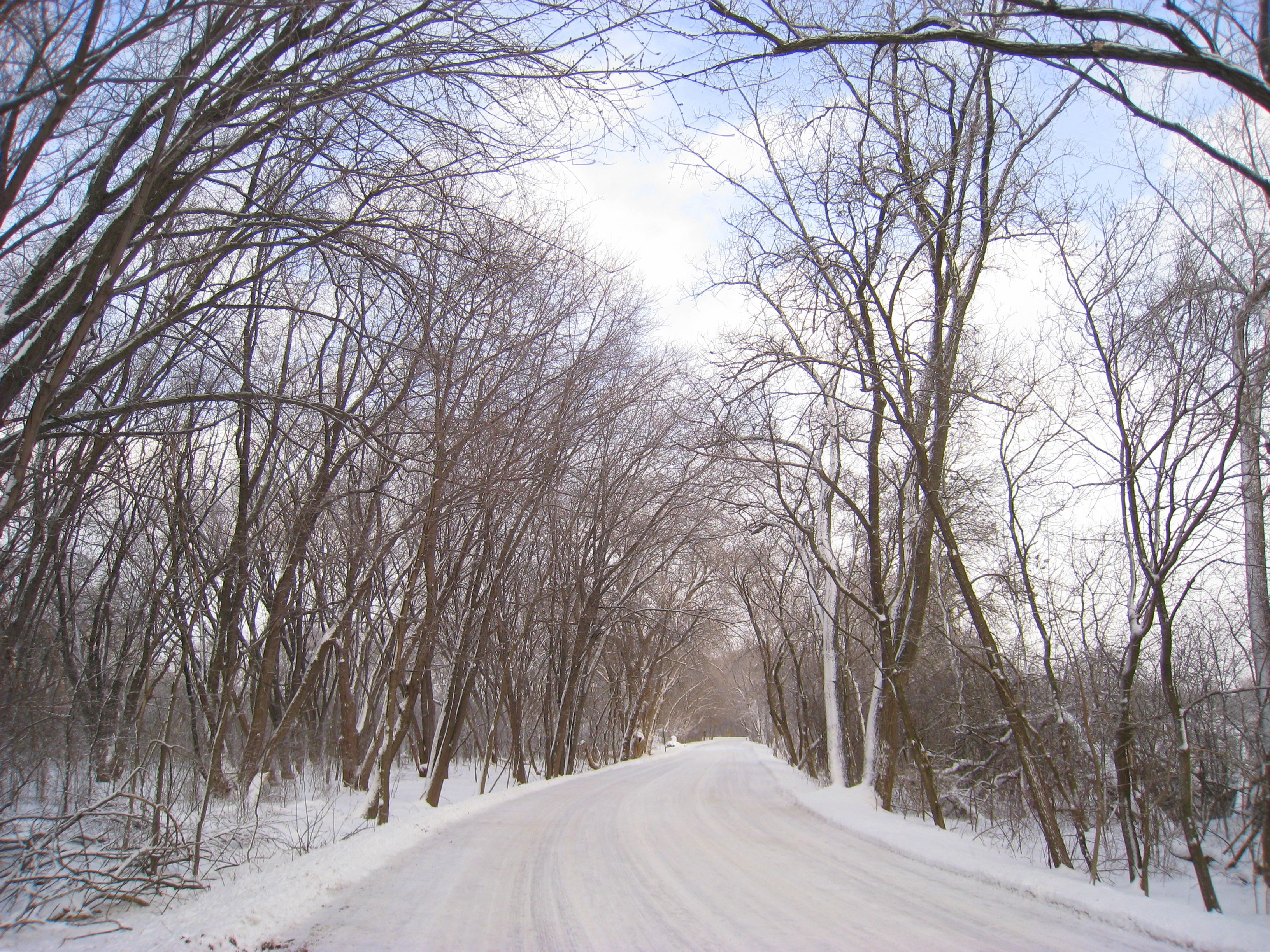
Vista invernal del arboreto.

Entre las especies con una mayor representación :
- Acer (91 taxones),
- Juniperus (112 taxones),
- Malus (144 taxones),
- Picea (55 taxones),
- Pinus (55 taxones),
- Syringa (282 taxones),
- Thuja (69 taxones),
- Viburnum (55 taxones),
- Amelanchier cvs,
- Juniperus cvs,
- Malus cvs,
- Potentilla cvs,
- Buxus cvs,
- Forsythia cvs,
- Rosa cvs,
- Spiraea cvs,
- Herbario con 2500 especímenes
- Banco de semillas
- Sociedad de amigos

Administra un catálogo de plantas en base de datos en computadora.

## Praderas y sabanas
Más de 300 especies de plantas nativas que alguna vez dominaron el paisaje del sur de Wisconsin han sido restaurados a la del arboretum praderas y sabanas.
- Curtis Prairie (60 acres) - descrita como la más antigua pradera restaurada en el mundo, una pradera de hierbas altas con la gran hierba de tallo azul y la hierba india.
- Greene Prairie (50 acres) - plantada por el experto en prederas Henry Greene durante las décadas de 1940 y 1950.
- Marion Dunn Prairie (4 acres) - mejora de un estanque de sedimentación
- Marsh Connection - transición entre la "Curtis Prairie" y humedales.
- Sinaiko Overlook Prairie (5 acres) - transición de meso-hábitat a mesoxérico, pradera dominada por "hierba india".
- Southwest Grady Oak Savanna - comunidades de plantas de fuego (por sus hojas rojas) del sur de Wisconsin.
- Wingra Oak Savanna - terrenos abiertos con Quercus macrocarpa, que están siendo restaurados por la sustitución de su sotobosque de árboles no nativos, arbustos y malas hierbas con especies de pastizal.

## Bosquescaducifolios
- Gallistel Woods (28 acres) - bosque representativo del sur Wisconsin con aceres de azúcar.
- Grady Dry Oak Woods - parte de las comunidades de plantas de fuego (por sus hojas rojas en otoño) del sur de Wisconsin.
- Noe Woods (41 acres) - robles blancos y robles negros siendo los más grandes de unos 150 años de edad.
- Wingra Woods (52 acres) - robledales subplantados con aceres de azúcar, tilos, y hayas; cambiando gradualmente a un bosque de aceres de azúcar como la especie dominante.

## Bosque de coníferas
- Boreal Forest (14 acres) - cultivos de piceas y abetos.
- Leopold Pines (21 acres) - pinos rojos y blancos plantados entre 1933 y 1937, con un reducido número de aceres rojos, abedules blancos, y arbustos norteños y plantas de sotobosque.
- Lost City Forest - bosque mixto.

## Humedales
- Gardner Marsh - espadañas, hierba de los canarios roja, arbustos exóticos, y otra vegetación leñosa.
- Redwing Marsh - hábitat del tordo sargento y fochas de agua.
- Southeast Marsh - un gran humedal.
- Teal Pond Wetlands - prado de acoros y charca, con pasarelas.
- Wingra Marsh - humedal relativamente intacto.

## Colecciónhortícola
- Longenecker Horticultural Gardens (50 acres) - más de 2,000 plantas; una colección importante de árboles, arbustos y enredaderas en Wisconsin. Una gran muestra de lilas, manzanos ornamentales de flor, viburnum, coníferas (incluye una gran colección de cultivares de arborvitae), y docenas de otros grupos de plantas. Más de 100 de las plantas leñosas nativas de Wisconsin están representadas en las colecciones.
- Viburnum Garden - más de 80 especies y variedades de viburnum, y 110 especies y variedades de arborvitae.
- Wisconsin Native Plant Garden (4 acres) - approximadamente 500 plantas nativas de Wisconsin, con exposiciones de ideas para paisajismo en los jardines privados.

## Actividades
- Conservación - Biología
- Biología de las especies invasoras y su control
- Restauración de la Ecología
- Restauración de los terrenos
- Cursos educativos para el público en general
- Centro de visitantes y pedagógico.
- Paneles informativos
- Publicación de folletos y hojas informativas
- Visitas guiadas
- Conferencias públicas
- Programas educativos